# 苏联步兵第138师
第138步兵师是苏联红军的一个步兵师，该部队曾两次组建，第一次是在第二次世界大战爆发后作为战略预备部队而组建。第一次组建的第138步兵师参加了对芬兰的冬季战争，其于12月抵达列宁格勒以北的前线，并在战斗中表现出色。1940年初，它被授予红旗勋章。在此之后，它被转入高加索地区，成为山地步枪师，并开始为期两年的驻扎任务。在巴巴罗萨行动和德国入侵克里米亚之后，该师的一部分于1942年初致力于在敌后进行两栖登陆，但这些计划都被证明是失败的。不久后，第138师被改回标准步枪师。该师于7月下旬抵达斯大林格勒的南部道路，在通往城市的道路上战斗到8月和9月，然后被分配到第62集团军并于10月中旬运往斯大林格勒郊外的工业区。一直到11月，它在保卫军械工厂方面发挥了主导作用，但最终该部被孤立在工厂和伏尔加河之间的一片狭长地带。在苏联对斯大林格勒及德国第6集团军和其他轴心国部队进行反攻之后，该师恢复了与其余军队的联系，然后帮助消灭了被困的敌人，为此第138步兵师被升级为为第70近卫步枪师。
1943年5月，苏联红军组建了新的第138步兵师，其基础是两个步枪旅，一个是来自列宁格勒地区的海军步兵，另一个来自中亚。该部在库尔斯克战役后开始向乌克兰东部推进，并参加了科尔逊-切尔卡瑟口袋战役。1944年晚些时候，该部攻入乌克兰西部，最终进入喀尔巴阡山脉的山麓，并从当年秋天至1945年春天穿过斯洛伐克的艰难地形，在此过程中赢得了自己的红旗勋章。第二次世界大战结束后不久，这个师的编队就被解散了。

## 第一次组建
该师以第48步枪师的一个团（第301步枪团）为基础，并于1939年9月开始组建，战斗顺序如下：
- 第554步兵团
- 第650步兵团
- 第768步枪团
- 第295轻型炮兵团
- 第198反坦克营
- 第203信号营
- 第155侦察营
- 第179工兵营
- 第436坦克营
- 第135 医疗/卫生营

该师最初由康布里格·亚历山大·伊万诺维奇·帕斯特雷维奇指挥，但帕斯特雷维奇在12月被康布里格·亚历山大·亚历山大罗维奇·哈迪耶夫取代。
至12月，第138步兵师参与了苏芬冬季战争。作为一个独立的步枪师，随着第7集团军在卡累利阿地峡作战，第138步兵师参加了从1940年2月1日开始的新攻势。2月11日，在5个坦克旅的配合下，9 个步兵师集中在一条16公里长的前线。第7集团军的先遣部队在16日晚些时候到达了这条防线，但由于攻势减弱，苏军没能取得有效战果。战斗结束后，该师集体获得红旗勋章，三名军官被授予苏联英雄金星勋章。

### 转换为山地师
1941年3月14日至4月15日，该师改制为山地步枪师，下辖4个由加强连（无营结构）组成的步枪团，还配备有各支援兵种，使其能够在困难地形中独立作战，并以轻型机动山地火炮为后盾： 
- 第344山地步枪团（新组建单位）
- 第554山地步枪团（第554步枪团改编）
- 第650山地步枪团（第650步枪团改编）
- 第768山地步枪团（第768步枪团改编）
- 第295炮兵团（第295轻炮团改编）
- 第536榴弹炮团（冬季战争后新加入单位）
- 第284反坦克连队
- 第76防空连（后来的第326防空营）
- 第292迫击炮营
- 第155骑兵侦察中队（第155侦察营改编）
- 第179工兵营（如前）
- 第203信号营（如前）
- 第41机枪营（后来的第82机枪营）
- 第135医疗/卫生营（如前）
- 第214防化（防毒）连
- 第408汽车运输连（新组建单位） [4]
- 第269师直属兽医医院
- 第223重装支队
- 第464野战邮政站
- 国家银行第51外地办事处

康布里格·雅科夫·安德烈耶维奇·伊申科在1940年的大部分时间里一直在该师担任指挥官，并于6月4日将他的军衔提升为少将。1941年6月22日苏联与德国爆发战争时，第138师在外高加索军区第23步兵军的驻地列宁纳坎附近，并于7月被编入第45集团军。伊申科将军于9月22日辞任师长职位，三天后由帕维尔·马克西莫维奇·亚古诺夫上校接替；伊申科将在战争期间继续担任参谋职务。

### 克里米亚行动
10月，该师转入第46集团军，并于10日将第82机枪营加入其战斗序列。12月25日，该部成为了克里米亚方面军第47集团军的“现役军队”。12月28日/29日夜间，第44集团军各部队在刻赤半岛德军控制的费奥多西亚港口成功进行了两栖登陆。虽然这次行动很快就占领了港口，但到1942年1月1日，苏联登陆的三个步兵师在西面约18公里处被德国42集团军包围。与此同时，德国第11集团军司令，陆军上将曼施坦因，已经开始准备攻占苏军建立的桥头堡。
1月5日/6日晚上，第226山地步枪团在苏达克附近登陆。其目的是作为诱饵使曼施坦因分兵，但曼施坦因于1月15日黎明继续集结兵力对费奥多西亚展开进攻，诱饵计划失败。到1月20日，费奥多西亚的苏军已被迫返回帕帕奇海峡，展示陷入焦灼。最终，苏军在苏达克的部队被德军消灭。大约2,000名红军士兵被杀，其中近一半在被处决前被俘，数百人从海上撤离，其余大部分躲入山区，大约有350-500人加入了游击队。 
该师的其余部分第51集团军的指挥下继续作战，并遭到德军猛烈打击，最终被撤回刻赤附近充当预备队。3月24日，师长雅古诺夫上校被米哈伊尔·雅科夫列维奇·皮梅诺夫上校接替。该师于3月30日开始改革，并于4月8日再次正式成为第138步枪师。其剩余的山地步枪团恢复为标准步枪团，并增加了第292迫击炮营。一个月后，德国第11集团军开始了对刻赤半岛的进攻。第138步兵师相对完好地从刻赤海军基地逃脱，于5月19日/20日晚上撤往克拉斯诺达尔。

## 斯大林格勒战役
5月16日，该师由伊万·伊里奇·柳德尼科夫上校接任师长 (Ivan Ilich Lyudnikov)，他在德国入侵时曾担任第200步兵师的师长。从重伤中恢复后，他还在高加索地区领导了几个师，包括第63山地步兵师。6月下旬，德军发动了蓝色行动，目标之一是斯大林格勒。7月中旬，当南方方面军的部队向北移动到顿河中游的斯大林格勒方面军的阵地时，该部被派往增援在顿河畔罗斯托夫附近的阵地。7月31日，德军第4装甲集团军开始向阿布加内罗沃轴线推进，直接打击了第138步兵师，撕裂了他们在顿河以东的防御并迫使他们在相当大的混乱中撤退到科捷尔尼科沃。 

### 继续作战
8月2日晚，第64集团军司令舒米洛夫将军创建了南方作战小组。次日，舒米洛夫命令第138步兵师转移并保卫阿克赛河的防线。到8月4日夜幕降临时，阿克塞河防线上的每个师有只有约1,500至4,500人（第138步兵团有4,200人），总共只有约40辆坦克和300门大炮及迫击炮支持。除非采取某些措施，否则德国军队几乎可以不受阻碍地向斯大林格勒前进。
随着指挥部的重新部署，德军第14装甲师于8月5日从阿克赛向北推进 30-40 公里，绕过薄弱的苏军左翼，到达斯大林格勒西南70公里的阿布加内罗沃站。尽管处于这个危险的位置，苏军还是设法阻止了第4装甲集团军左翼的推进。这迫使装甲集团军分散兵力，而不是集中力量向斯大林格勒发动决定性的进攻。8月5日，罗马尼亚第6军设法在第138师和第157师之间的交界处强行建立了防御阵地，但在第二天黎明的反击中被苏军击退。8月13日，舒米洛夫将军担心前线的苏军可能被德军包围，于是下令分阶段撤退到米什科娃河。此时第138师已正式隶属于第64集团军。
8月29日，德军发现并击溃了该师，迫使其放弃了在廷古塔的阵地。到当天结束时，该师的作战部队已减少到只有1,054人。 
8月30日，第138师被撤回陆军预备队。到9月2日，该部一直驻守在第二梯队的防御阵地上。 